# Ideoroncus anophthalmus
Espèce
Ideoroncus anophthalmus est une espèce de pseudoscorpions de la famille des Ideoroncidae.

## Distribution
Cette espèce est endémique de l'État de São Paulo au Brésil,. Elle se rencontre dans la Serra da Cantareira.

## Description
Ce pseudoscorpion est anophtalme.

## Publication originale
- Mahnert, 1984 : Beitrag zu einer besseren Kenntnis der Ideoroncidae (Arachnida: Pseudoscorpiones), mit Beschreibung von sechs neuen Arten. Revue Suisse de Zoologie, vol. 91, no 3, p. 651-686 (texte intégral).